# گلیکوزوری
گلیکوزوری (به انگلیسی: Glycosuria) به عارضه دفع و پیدایش گلوکز در ادرار گفته می‌شود. به‌طور معمول، ادرار حاوی گلوکز نیست، زیرا کلیه‌ها قادر به بازیابی تمام گلوکز فیلتر شده به جریان خون هستند. گلیکوزوری تقریباً همیشه با قند خون بالا و اغلب به علت دیابت درمان نشده ایجاد می‌شود. به ندرت گلیکوزوری به علت مشکلات کلیه در بازجذب قند رخ می‌دهد، که این عارضه گلیکوزوری کلیوی نامیده می‌شود. گلیکوزوری باعث از دست دادن بیش از حد آب بدن به وسیله ادرار و در نتیجه منجر به کم‌آبی بدن می‌شود، فرایندی که به آن دیورز اسموتیک گفته می‌شود.